# Natatolana vieta
Natatolana vieta là một loài chân đều trong họ Cirolanidae. Loài này được Hale miêu tả khoa học năm 1925.